# Oncaea illgi
Oncaea illgi är en kräftdjursart som beskrevs av Heron 1977. Oncaea illgi ingår i släktet Oncaea och familjen Oncaeidae. Inga underarter finns listade i Catalogue of Life.